# Sansevieria hargeisana
Espèce
Classification APG III (2009)
Sansevieria hargeisana, également appelée Dracaena hargeisana, est une espèce de plantes de la famille des Liliaceae et du genre Sansevieria.

## Description
Plante succulente, Sansevieria hargeisana est une espèce de sansevière ramassée et cylindrique en raison d'un repliement très marqué des feuilles dont les bords fusionnent rapidement après leurs bases. Elles sont de couleur bleu-vert striées de zone vert-clair avec des bords brun-clair.

## Distribution et habitat
L'espèce est originaire de la corne de l'Afrique, en particulier du centre-nord de la Somalie et a été identifiée comme espèce à part entière en 1994 par Juan Chahinian à partir de l'holotype collecté en 1969 par le botaniste John Jacob Lavranos.

## Synonymes et cultivar
L'espèce présente des synonymes :
- Sansevieria phillipsiae (N.E Brown, 1913) – hétérotypique mais possiblement identique[5]
- Dracaena hargeisana (Chahinian, 1994 ; Byng & Christenh. 2018)